# Бабалыков, Николай Эммануилович
Николай Эммануилович Бабалыков (30 декабря 1836 (11 января 1837), ст. Казанская — (20 февраля (5 марта) 1903, Екатеринодар) — русский военачальник. Из дворян (казаков) станицы Казанской. Генерал-майор с 1888 года.

## Биография
В заключении считаю непременным своим долгом сказать несколько слов о нашем молодом казаке. Слава, составленная дедами, вполне была поддержана этой молодёжью, которая находясь, первый раз в бою, показала себя вполне достойной охранять столь блистательную историческую боевую репутацию Кубанского войска— Бабалыков Н.Э, командир 1-го Эскадрона, полковник, 1878
Жизнь Николая Эммануиловича Бабалыкова была типичной для большинства военачальников того времени, — выходцев из казацкой среды: родился в казачьей семье, в станице Казанская, после окончания Ставропольской гимназии, с 1853 года, Николай уже на военной службе во 2-м Кавказском казачьем полку. В 1854 произведён в урядники. Двадцати лет от роду получает чин хорунжего.
В 1859 году переводится корнетом лейб-гвардии Кавказского казачьего эскадрона. Сразу после начала войны с Турцией, Бабалыков, будучи в чине гвардии ротмистра, назначается командиром лейб-гвардии 1-го Кубанского эскадрона, но уже через несколько месяцев службы ему присваивается чин полковника Российской Императорской Армии.
За многолетнюю и доблестную военную службу, участие в сражениях, Бабалыков награждён российскими и иностранными орденами и знаками отличия.
За героизм и доблесть, проявленные во время русско-турецкой войны (1877—1878) получает высочайшим распоряжением именную золотую шашку с надписью «За храбрость» и бриллиантовый перстень, лично пожалованный Царём Александром II .
В 1888 г. он был произведён в чин Генерал-майора, Императорской Армии.
Николай Эммануилович скончался (20 февраля (5 марта) 1903 года в городе Екатеринодаре, в возрасте 66 лет. Его прах покоится в Краснодаре, в усыпальнице Свято-Екатерининского собора.

## Участвовал в сражениях
- Кавказская война (1852—1854, 1856, 1858—1859, 1863—1864);
- Русско-турецкая война (1877—1878).

## Награды
- Орден Святого Станислава 3-й степени с мечами и бантом (1863);
- Орден Святой Анны 3-й степени с мечами и бантом (1865);
- Орден Святого Станислава 2-й степени (1870);
- Орден Святой Анны 2-й степени (1874);
- Золотое оружие «За храбрость» (1877);
- Орден Святого Владимира 4-й степени с мечами и бантом (1878);
- Орден Святого Владимира 3-й степени (1880);
- Орден Звезды Румынии (1877);
- Орден Короны (Пруссия) 2-го класса с мечами (1878);
- Крест «За службу на Кавказе» (1864);
- 5 медалей.

## Послужной список
- 1855 В лейб-гвардии Кавказского линейного казачьего эскадрона Собственного Его Величества конвоя;
- 1878 Командир Лейб-гвардейского, 2-го Кубанского казачьего эскадрона, Собственного Его Величества конвоя;
- 1880 (август-октябрь). Командир Собственного, Его Величества конвоя;
- 1888 Генерал-майор.